# Esclave turque

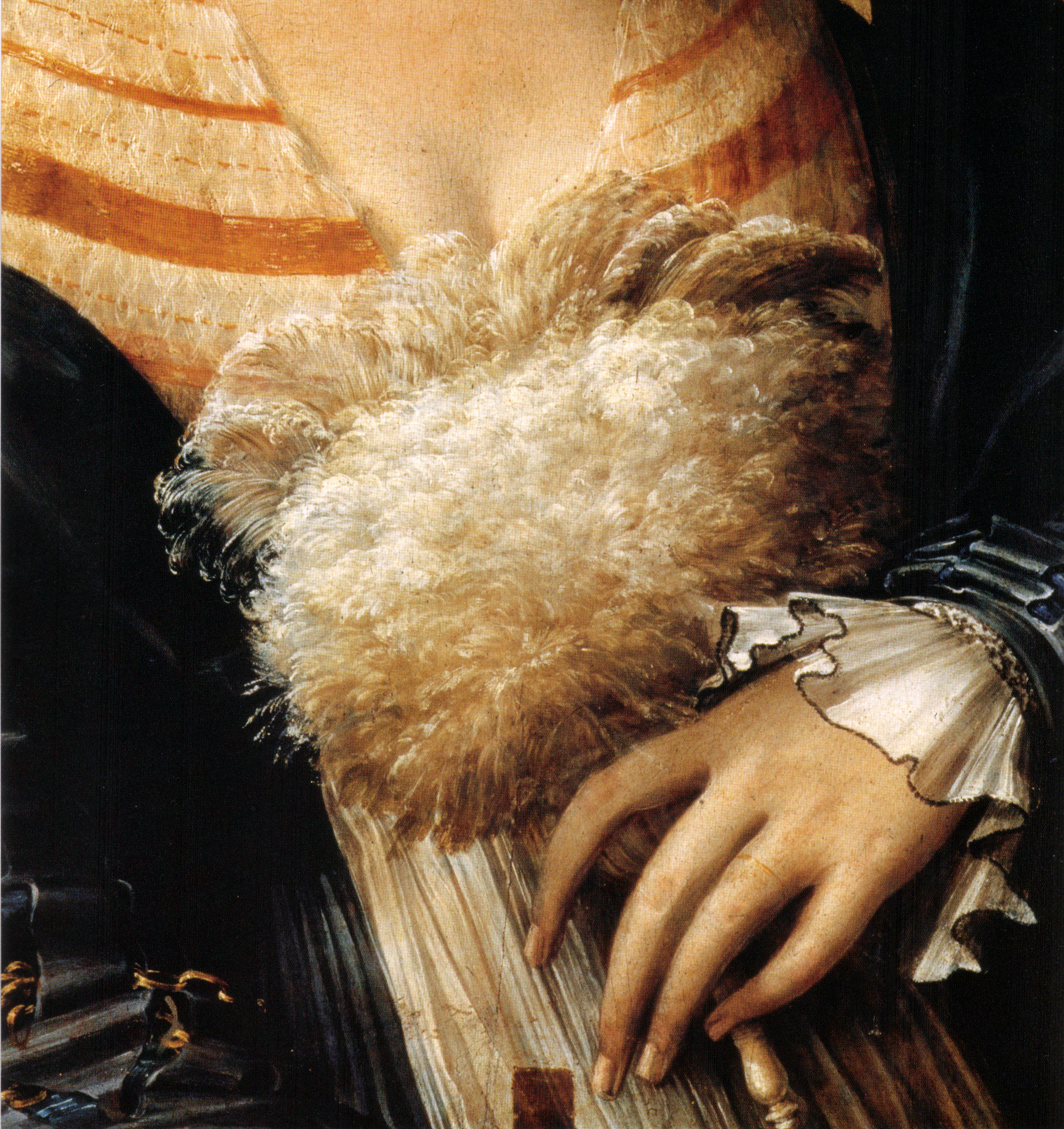
Détail

Esclave turque (en italien : « Schiava turca ») est une peinture à huile sur bois, réalisée par Parmigianino, conservée à la Galerie nationale de Parme en Italie.
Le titre de « Esclave turque » provient de l'interprétation erronée de la coiffure, assimilée à un turban. Il s'agit en fait d'un balzo (« rebond »), coiffe typique des femmes nobles de la Renaissance, dont de nombreux exemples figurent dans les portraits de l'époque.

## Histoire
Le tableau est resté à la Galerie des Offices jusqu'en 1928, quand il a été remplacé pour deux tableaux du XIIIe siècle et un portrait comme étant de celui de Philippe Ier duc de Parme œuvre de Giuseppe Baldrighi et reconnu plus tard comme un autoportrait de l'artiste. 
Le tableau était arrivé à Florence grâce au Cardinal Léopold de Médicis, qui en était le propriétaire depuiss 1675 et a quitté le cabinet de Médicis après sa mort. Il est mentionné dans les inventaires des Offices de 1704 et en 1890 inscrit comme Portrait d'une jeune femme avec un turban sur la tête, avec la gauche elle tient un panache, par main de Parmigianino.
Le tableau a été restauré en 1968, date à laquelle l'arrière-plan sombre a été supprimé et ce qui a laissé apparaître une couleur uniforme, semblable à la terre. L'intervention, cependant, a été critiquée, car plusieurs historien de l'art considèrent le fond noir comme le résultat d'une intervention ultérieure de Parmigianino.

## Description et style
Le personnage représenté en buste est celui d'une jeune femme aux cheveux et yeux bruns, habillée d'une robe de soie blanche et d'un corsage à rayures dorées. Son pardessus de couleur satin bleu indigo qui possède de grandes manches bouffantes et est porté autour des épaules, laissant apparaître le corsage. Elle porte également un tablier brodé sur le ventre semblable à celui déjà représenté dans la peinture Antea de l'artiste. 
Sur la tête, elle porte un balzo, coiffe en forme d'anneau cousu avec du fil doré et décoré d'un médaillon représentant Pégase, probablement une métaphore de l'Amour ou une référence héraldique à la famille de Cavalli. Ce style de coiffure porté notamment par Isabelle d'Este était à la mode pour les femmes de l'époque, et apparaissait dans les nombreux portraits de femmes de la région lombarde et padane du début du XVIe siècle.
La main de la jeune femme est caractérisée par des doigts minces typiques du Parmigianino ; elle porte à l'annulaire un petit anneau, peut-être une référence à un récent mariage. Elle tient un panache, représenté à l'aide de fins coups de pinceau.
L'identité proposées de la jeune femme est Giulia Gonzaga lors de son mariage avec Vespasien Gonzague.